# Linux Documentation Project
The Linux Documentation Project (TLDP) ist ein vollständig ehrenamtlich betriebenes Projekt, das eine große Sammlung Linux-bezogener Dokumentation unterhält und online veröffentlicht. Es wurde als Dokumentations-Austauschplattform zwischen Linux-Hackern und den Benutzern ihrer Programme ins Leben gerufen. Die Dokumente richten sich zumeist an erfahrene Benutzer (z. B. professionelle Systemadministratoren), aber es findet sich auch Lehrmaterial für Einsteiger darunter.

## Geschichte
In den Ursprüngen von 1992 war das LDP eine FTP-Seite, aber MetaLab übertrug es 1993 in das World Wide Web. Es könnte sich dabei um die erste linuxbezogene Webseite überhaupt handeln.
Heute stellt das LDP 475 Dokumente bereit, die von noch mehr Autoren verfasst werden. Ein gutes Dutzend der Dokumente umfassen Buchlänge und die meisten davon werden tatsächlich von hauptsächlich technischen Verlagen (z. B. O’Reilly) als Druckwerke bereitgestellt.

## Inhalte
Das LDP veröffentlicht schwerpunktmäßig Howto-Dokumente, die dem Benutzer die diversen Lernziele Schritt für Schritt nahebringen. Die Lernziele sind gelegentlich sehr spezifisch (z. B. wie man ein bestimmtes Modem konfiguriert), in anderen Fällen sehr umfassend (z. B. wie man das Netzwerk eines Internet-Dienstanbieters administriert).
Besonders umfassende Themen werden von Handbüchern abgedeckt, buchlange Dokumente bezüglich allgemeiner Themen, z. B. Sicherheit oder Netzwerktechnik.
Das LDP veröffentlicht außerdem FAQ-Listen, Manpages und andere Dokumente, sowie zwei Webzines: Die Linux-Gazette und den Linux-Fokus.
Ein großer Teil der LDP-Sammlung ist unter der GNU-Lizenz für freie Dokumentation (GFDL) lizenziert. Viele andere Lizenzen werden ebenfalls genutzt, solange diese eine freie Verbreitung gestatten. Die gegenwärtige Projekt-Marschroute empfiehlt die GFDL oder die Open Publication License ohne die Exercising-Möglichkeiten A oder B.
Der Linux Network Administrators’ Guide ist ein Buch dieser Reihe.